# ملعب جامعة بوتسوانا
ملعب جامعة بوتسوانا هو ملعب متعدد الاستخدام يقع في جابورون، بوتسوانا. غالباً ما يتم استخدامه لمباريات كرة القدم. يعتبر الملعب الرسمي الذي يخوض فيه نادي يونياو فلامنغو سانتوس مبارياته المحلية. تسع مدرجاته لجلوس 8،500 متفرج.